# ボブ・ピアス
ボブ・ピアス（Robert "Bob" Pierce、1914年 - 1978年9月7日）は、ワールド・ビジョンの創設者である。
1914年にアメリカ合衆国のアイオワ州で生まれる。パサデナ・ナザレン大学を卒業したが、世界恐慌の中で就職が出来なかった。在学中に出会ったロレイン・ジョンソンと結婚した。
ナザレン教会の年次総会で回心して、宣教のために献身することを誓った。青年伝道を志し、ユース・フォー・クライスト(英:Youth for Christ)に加わり副総裁に就任した。
1947年に中国へ行き青年たちへの伝道キャンペーンを指揮した。
1950年に韓国に入った。そこで、朝鮮戦争によって生まれた孤児や未亡人の悲惨さを見て、食料、衣類、医薬品を援助する働きを行い、2000人以上の戦災孤児を養う組織を作りあげた。極東地域において孤児の救済、病院建設、伝道活動のための支援を訴えた。
1961年には東京で行われた東京クリスチャン・クルセードの講師として活躍した。23万人を超える人が参加した。
1967年にワールド・ビジョンを辞任し、スタンレー・ムーニーハム(en:Walter Stanley Mooneyham)が後継者になり、ワールド・ビジョンを第三世界における自助プログラムの働きを大規模に展開する組織に育て上げた。
1978年に死去。